# Herbert Berghof
Herbert Berghof (Vienna, 13 settembre 1909 – New York, 5 novembre 1990) è stato un attore austriaco naturalizzato statunitense.

## Filmografia parziale

### Cinema
- Operazione Cicero (Five Fingers), regia di Joseph L. Mankiewicz (1952)
- Red Planet Mars, regia di Harry Horner (1952)
- Corriere diplomatico (Diplomatic Courier), regia di Henry Hathaway (1952)
- Destinazione Budapest (Assignment – Paris!), regia di Robert Parrish (1952)
- Cleopatra, regia di Joseph L. Mankiewicz (1963)
- Harry e Tonto (Harry and Tonto), regia di Paul Mazursky (1974)
- Mastermind, regia di Alex March (1976)
- Those Lips, Those Eyes, regia di Michael Pressman (1980)
- Target - Scuola omicidi (Target), regia di Arthur Penn (1985)

### Televisione
- Suspense – serie TV (1952-1953)
- Studio One – serie TV (1953-1955)
- The Philco Television Playhouse – serie TV (1952-1956)
- Goodyear Television Playhouse – serie TV (1952-1956)
- Westinghouse Desilu Playhouse – serie TV, episodio 1x14 (1959)
- Playhouse 90 – serie TV (1959)
- Seaway: acque difficili (Seaway) – serie TV (1966)
- Una violenta dolce estate – film TV (1976)
- Kojak - Assassino a piede libero – film TV (1985)